# Clavigo
Clavigo ist ein Trauerspiel in fünf Akten von Johann Wolfgang von Goethe mit Beaumarchais als Bühnenfigur. Im Mai 1774 in nur acht Tagen geschrieben, lag das Bühnenmanuskript bereits im Juli 1774 gedruckt vor, als erstes unter Goethes Namen publiziertes Werk (der Götz von Berlichingen war 1773 anonym erschienen). Am 23. August 1774 wurde das Stück von der Ackermannschen Gesellschaft in Hamburg uraufgeführt.

## Handlung
Der Schauplatz ist Madrid.

### Erster Akt

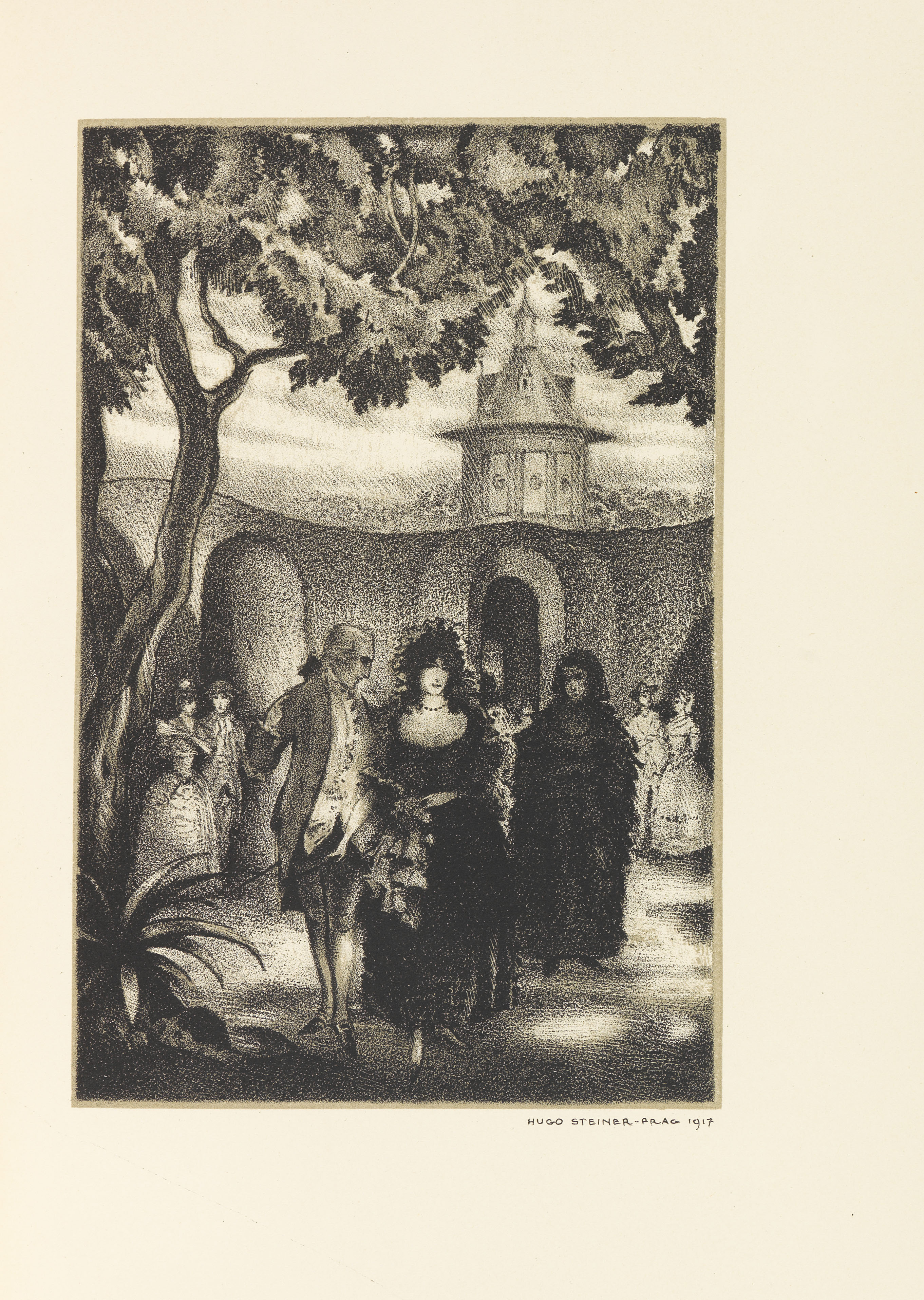
Illustration zu Clavigo von Hugo Steiner-Prag, 1917

Clavigo wird als Emporkömmling am spanischen Hof vorgestellt. Er und sein Freund Carlos, um Clavigos weitere Karriere bemüht und dafür Intrigen in Kauf nehmend, versichern einander, wie gut Clavigos Wochenschrift Der Denker beim Madrider Lesepublikum inzwischen ankommt. Aber dann wendet Carlos ein, als Clavigo noch mit Marie zusammen war, habe er besseren Journalismus gemacht. Clavigo besinnt sich und muss dem beipflichten. Er hat „Marien verlassen – hintergangen“. Doch schließlich werden sich die Freunde einig:
„Weiber! Man vertändelt gar zu viel Zeit mit ihnen.“
Und Zeit ist knapp für einen Journalisten wie Clavigo, der noch mehr Leuten mittels Arbeit „über den Kopf“ wachsen will. Dabei hat er schon einiges erreicht, seit er „ohne Stand, ohne Namen, ohne Vermögen“ in Madrid ankam: Clavigo ist „Archivarius des Königs“.
Sophie Guilbert und deren ledige Schwester Marie erwarten gemeinsam ihren Bruder Beaumarchais. Als die Schwestern vor vielen Jahren vom Vater nach Madrid geschickt wurden, war der Bruder noch ein halbes Kind, aber eine „edle große Seele“. Der Anlass des seltenen Besuchs aus Frankreich ist alles andere als erfreulich. Marie ist „Unglück“ widerfahren. Der „falsche Höfling“ Clavigo hat sie verlassen. Doch obwohl der treulose Bräutigam Marie übel mitgespielt hat und sie auch gesundheitlich unter der Trennung leidet, gesteht sie: „Clavigos Liebe hat mir viel Freude gemacht“, und fragt sich: „Ach! warum bin ich nicht mehr liebenswürdig?“ Da kommt der Bruder schon. Beaumarchais übertrifft die bänglichen Erwartungen der zitternden Marie: „alle, alle Rache über den Verräter“ schwört der immer noch edle Bruder.

### Zweiter Akt
Nichts ahnend empfängt Clavigo den Rächer, der inkognito auftritt. In einer sehr komischen Passage schmeicheln Clavigo und Beaumarchais einander, in krassem Widerspruch zu dem soeben im Privaten ausgedrückten gegenseitigen Hass -- Clavigo gegen die Franzosen, Beaumarchais gegen Clavigo. Um unverdächtig zu bleiben, lobt der ausländische Besucher Clavigos Blatt Der Denker und erzählt die Geschichte seiner beiden Schwestern zusammen mit der Geschichte eines jungen Menschen, „von den Kanarischen Inseln bürtig“. Clavigo wird es beim Zuhören immer unbehaglicher, denn es ist auch die Geschichte seines Verrats: Wie er als armer Schlucker in dem wohlhabenden Haus Guilbert aufgenommen wurde, schließlich Marie die Ehe versprach und sich dann davon machte. Beaumarchais spricht Klartext:
„und der Verräter – bist du!“
Clavigo, das „Ungeheuer“, der „Niederträchtige“, „Nichtswürdige“, der „abscheuliche Mensch“, kommt nicht umhin, er lässt sich von Beaumarchais ein Schuldgeständnis diktieren. Als Clavigo allein ist, bereut er sogleich:
„Diese Erklärung, ich hätte sie nicht geben sollen.“ Carlos kommt und will dem Freund aus der Sackgasse helfen. Aber Clavigo, von Beaumarchais’ Mut und Tugend angetan, der ihn so gern als Schwager hätte, hat sich besonnen: „Ich bin entschlossen, Marien zu heiraten, freiwillig aus innerm Trieb.“

### Dritter Akt
Clavigo geht hin zu den Guilberts, tritt aber noch nicht auf. Sophie hat den Herrn Archivarius kommen sehen, und die beiden Schwestern verständigen sich über die Ankunft. Zusammenfassend sagt Sophie zu Marie:
„Dein Herz spricht mehr für ihn, als du es glaubst.“
Marie ist entsetzt, als sie erfahren muss, dass ihr Bruder Clavigo „eine Erklärung abgedrungen“ hat. Clavigo erscheint. Marie schreit „und fällt Sophien in die Arme“. Seinen emotional aufgeladenen längeren Auftritt beschließt Clavigo mit „Marie!... Vernimmst du nicht mehr den Ton meines Herzens?“ Marie ruft: „O Clavigo!“ Die Stimmung kippt. Clavigo hat es geschafft. Er fasst Maries Hand „mit entzückten Küssen“ und umarmt die Anwesenden reihum. Beaumarchais kommt. Auf dem Gipfel der Versöhnung nimmt letzterer das Clavigo „abgedrungene Papier aus der Brieftasche, zerreißt es und gibts ihm hin“. Beaumarchais denkt kurz nach und bemerkt:
„Doch wars übereilt, daß ich ihm das Papier zurückgab.“

### Vierter Akt
Nun zeigt es sich tatsächlich, wie voreilig Beaumarchais’ große Versöhnungsgeste war. Carlos stellt nach Analyse der Lage geschwind fest, dass der Verstand des Freundes „sich verschoben hat“. Carlos nimmt die Sache in die Hand. Er schätzt den Freund richtig ein : „Wenn die Menschen dich nicht bewundern oder beneiden, bist du auch nicht glücklich.“ Noch möchte Clavigo dem Ruhm ein Leben in der Stille vorziehen : „Die Welt urteilet nach dem Scheine. O, wer Mariens Herz besitzt, ist zu beneiden!“ Carlos lässt das nicht gelten und spielt seine Trumpfkarte aus. Marie „hatte die Schwindsucht“. Das macht Clavigo wieder unentschlossen. Denn, so besinnt er sich, er war auch erschrocken, als er Marie wiedersah und „die kalte Hand des Todes“ spürte. Nun hat der praktisch veranlagte Carlos leichtes Spiel mit dem zaudernden Freund. Clavigo solle ihm nur freie Hand lassen und vor allem nichts Kompromittierendes unterschreiben. Clavigo lässt sich willig helfen. Er verschwindet, dem Arrangement des Freundes folgend, von der Bildfläche.
Das Verschwinden bleibt nicht unbemerkt, und der Stein gerät ins Rollen. Beaumarchais bringt die Hiobsbotschaft:
„Ich war bei Clavigo. Er ist nicht zu Hause.“ Und gleich beginnt der Bruder wieder von Rache zu reden. Sophie bemerkt, dass das alles zu viel für Marie ist, und bittet den Bruder um Mäßigung. Sophie hat richtig beobachtet. Maries Gesundheitszustand verschlechtert sich. Von sich aus bittet die Kranke um einen Arzt. Es kommt aber kein Mediziner herbei, sondern ein Kurier gibt einen Brief für Beaumarchais ab. Das Werk des Ränkeschmieds Carlos tritt mit einem Schlag ans Tageslicht. Clavigo habe Beaumarchais angeklagt. Dieser Ausländer Beaumarchais habe sich in „sein Haus geschlichen, habe ihm im Bette die Pistole vorgehalten, habe ihn gezwungen, eine schimpfliche Erklärung zu unterschreiben“. Wenn Beaumarchais Spanien nicht rasch verlasse, drohe ihm Gefängnis. Der so übel Beschuldigte wird zum „rasenden Tier“. Dieser neuerliche Lauf der Ereignisse, das Konglomerat aus Lüge und Wahrheit in dem Papier, ist zu viel für Maries krankes Herz. Sie ruft „Clavigo!“ und stirbt. Sophie, ganz außer sich, macht dem Bruder Vorwürfe: „Verderb uns alle, wie du Marien getötet hast.“

### Fünfter Akt
Maries Begräbnis soll stattfinden. Clavigo, eigentlich unterwegs zu Carlos, der ihn verstecken will, kommt mit Degen bewaffnet versehentlich zum Leichenzug und erfährt von Maries Tod. Verzweifelt ruft er aus: „Marie! nimm mich mit dir!“ Beaumarchais erscheint, sie fechten, Beaumarchais stößt ihm den Degen in die Brust. Sterbend möchte Clavigo noch wissen, wie Marie gestorben ist. Sophie sagt es ihm: „Ihr letztes Wort war dein unglücklicher Name.“ Im Sterben fasst Clavigo Maries kalte Hand, genieBt Beaumarchais’ Vergebung und verspricht, im Jenseits seiner Geliebten den Abschied ihrer Familie zu bringen.

## Werkgeschichte

### Hintergrund

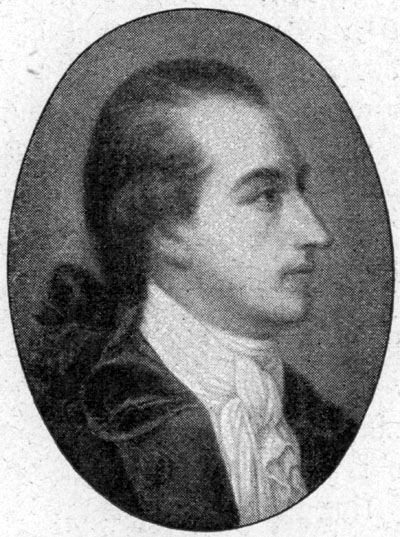
Goethe (1779)

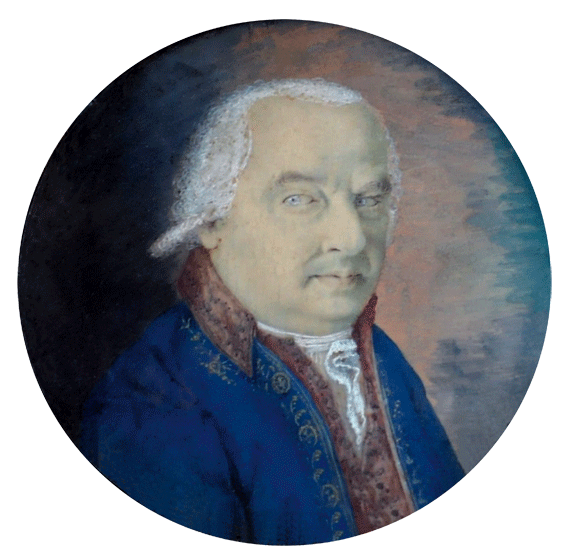
José Clavijo y Fajardo

Goethe bewunderte die Bühnenwerke und Streitschriften von Beaumarchais. Er sah bzw. las:
- 1768 das Drama Eugénie (1767),
- 1774 die Mémoires (1774),
- 1776 die Komödie Le barbier de Séville (1775),
- 1785 die Komödie Le mariage de Figaro (1784),
- 1796 das Drama La mère coupable (1792),
- 1800 die Oper Tarare (1787).

Eugénie und die Mémoires dienten Goethe als Grundlage seines Clavigo. Beaumarchais hatte sich 1764/65 in geschäftlichen Angelegenheiten in Madrid aufgehalten. Bei dieser Gelegenheit kümmerte er sich um seine dort lebende 33-jährige Schwester Marie-Louise. Der Publizist und Schriftsteller José Clavijo y Fajardo hatte dieser zweimal die Ehe versprochen. Obwohl sich das Paar auseinandergelebt hatte, verlangte Beaumarchais von Clavijo ein drittes Eheversprechen, das aber ebenso wenig eingehalten wurde.

### Aufführungen (Auswahl)
- 1774 – Beaumarchais sah den Clavigo gegen Ende des Jahres in Augsburg und war mit den dichterischen Freiheiten, die sich der junge Bühnenautor genommen hatte, nicht einverstanden.
- 1779 – Goethe sah sein Stück wahrscheinlich zum ersten Mal am 22. Dezember in Mannheim. Iffland spielte den Carlos.
- 1780 – Schiller spielte am 11. Februar in der Karlsschule den Clavigo.
- 1792 – am 7. Januar erlebt der Clavigo seine Weimarer Erstaufführung.

## Goethe über sein Werk
„Dann hab ich ein Trauerspiel gearbeitet. Clavigo, moderne Aneckdote dramatisirt mit möglichster Simplizität und Herzenswahrheit; mein Held ein unbestimmter, halb gros halb kleiner Mensch.“

„Es mag freylich bey euch wunderlich aussehen, wenn man über ein so nacktes und herkömmliches Stück, wie Clavigo, nicht Herr werden kann.“

„Meine Geschwister habe ich in drei Tagen geschrieben, meinen Clavigo, wie Sie wissen, in acht. Jetzt soll ich dergleichen wohl bleiben lassen; und doch kann ich über Mangel an Productivität selbst in meinem hohen Alter mich keineswegs beklagen. Was mir aber in meinen jungen Jahren täglich und unter allen Umständen gelang, gelingt mir jetzt nur periodenweise und unter gewissen günstigen Bedingungen.“

## Sekundärliteratur
- Richard Friedenthal: Goethe – sein Leben und seine Zeit. R. Piper, München 1963, S. 166–167
- Sven Aage Jørgensen, Klaus Bohnen, Per Øhrgaard: Aufklärung, Sturm und Drang, frühe Klassik 1740–1789. In: Helmut de Boor, Richard Newald (Hrsg.): Geschichte der deutschen Literatur. Band 6. Beck, München 1990, ISBN 3-406-34573-5, S. 454–455
- Manfred Brauneck, Gérard Schneilin (Hrsg.): Theaterlexikon. Begriffe und Epochen, Bühnen und Ensembles. Reinbek 1992, ISBN 3-499-55465-8, S. 278–279
- Nicholas Boyle: Goethe. Der Dichter in seiner Zeit. Bd. 1: 1749–1790. Beck, München 1995, ISBN 3-406-39801-4, S. 253–254
- Gero von Wilpert: Goethe-Lexikon (= Kröners Taschenausgabe. Band 407). Kröner, Stuttgart 1998, ISBN 3-520-40701-9, S. 82, 186–188.
- Karl Otto Conrady: Goethe – Leben und Werk. Artemis & Winkler, Düsseldorf / Zürich 1999, ISBN 3-538-06638-8, S. 210–215
- Thorsten Valk: Der  junge Goethe. Epoche – Werk – Wirkung. C. H. Beck, München 2012, ISBN 978-3-406-63854-1.